# Санта-Роза (микрорегион)

Санта-Роза на карте.

Санта-Роза (порт. Microrregião de Santa Rosa) — микрорегион в Бразилии, входит в штат Риу-Гранди-ду-Сул. Составная часть мезорегиона Северо-запад штата Риу-Гранди-ду-Сул. 
Население составляет 	157 276	 человек (на 2010 год). Площадь — 	3 456,910	 км². Плотность населения — 	45,50	 чел./км².

## Демография
Согласно сведениям, собранным в ходе переписи 2010 г. Национальным институтом географии и статистики (IBGE), население микрорегиона составляет:						
| Полное население                             | Полное население                             | Полное население                             | Полное население                             | 157 276 |
| -------------------------------------------- | -------------------------------------------- | -------------------------------------------- | -------------------------------------------- | ------- |
| в том числе:                                 | Городское население                          | 110 716                                      | Процент городского населения, %              | 70,40   |
|                                              | Сельское население                           | 46 560                                       | Процент сельского населения, %               | 29,60   |
|                                              | Мужское население                            | 77 214                                       | Процент мужского населения, %                | 49,09   |
|                                              | Женское население                            | 80 062                                       | Процент женского населения, %                | 50,91   |
| Плотность населения, чел/км²                 | Плотность населения, чел/км²                 | Плотность населения, чел/км²                 | Плотность населения, чел/км²                 | 45,50   |
| Население микрорегиона в % к населению штата | Население микрорегиона в % к населению штата | Население микрорегиона в % к населению штата | Население микрорегиона в % к населению штата | 1,47    |

## Статистика
- Валовой внутренний продукт на 2003 составляет 1 877 549 545,00 реалов (данные: Бразильский институт географии и статистики).
- Валовой внутренний продукт на душу населения на 2003 составляет 11 606,43 реалов (данные: Бразильский институт географии и статистики).
- Индекс развития человеческого потенциала на 2000 составляет 0,813 (данные: Программа развития ООН).

## Состав микрорегиона
В составе микрорегиона включены следующие муниципалитеты:
1. Алекрин
2. Кампина-дас-Мисойнс
3. Кандиду-Годой
4. Индепенденсия
5. Нову-Машаду
6. Порту-Лусена
7. Порту-Мауа
8. Порту-Вера-Крус
9. Санта-Роза
10. Санту-Кристу
11. Сан-Жозе-ду-Иньякора
12. Трес-ди-Маю
13. Тукундува
14. Тупаренди